# زردپره گلوخاکستری
زردپره گلوخاکستری (نام علمی: Emberiza goslingi)، که همچنین به عنوان زردپره غازچه شناخته می‌شود، گونه‌ای از پرندگان تیرهٔ زردپرگان نمادین (Emberizidae) است. در آفریقا از موریتانی و سنگال تا جنوب غربی سودان و شمال شرقی جمهوری دموکراتیک کنگو یافت می‌شود. زیستگاه طبیعی آن ساوانای خشک، درختچه‌زارهای نیمه‌گرمسیری یا استوایی خشک و علفزارهای جلگه خشک نیمه‌گرمسیری یا گرمسیری است.
در گذشته با زردپره سینه‌دارچینی هم‌گونه در نظر گرفته می‌شد.